# Edler

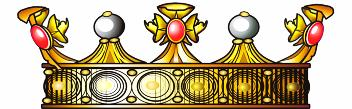
Ur-Adelskrone – Deutschland, Polen, Russland.

Edler, abgeleitet von „Edelherr“ oder „Edler Herr“, war ein Adelsprädikat, das im Falle einer Nobilitierung erbeten werden konnte. Es wurde vor allem in Bayern und Österreich vom Spätmittelalter bis 1918 verliehen.
Das Ehrenwort Edler konnte zusammen mit dem Adelszeichen von zwischen dem Vor- und Familiennamen des Geadelten eingefügt (z. B. „Edler von Emperger“ für Friedrich Ignaz Emperger), oder zusammen mit einem Territorialprädikat (ein tatsächlicher oder fiktiver Ortsname) an den Familiennamen angehängt werden (z. B. „Edler von Steinstätten“ für Joseph Steiner).
Ein Edler stand unter dem Ritter- und Freiherrenstand, aber formal über dem des untitulierten Adels. In Österreich war die Unterscheidung zwischen Personen mit einfachem von und der Anrede Edler von im 19. Jahrhundert bereits so verwischt, dass das Ehrenwort Edler zum einfachen Adelsstand gezählt wurde und gegen eine zusätzliche Gebühr von jedem Neugeadelten beantragt werden konnte. Besonders häufig war dies beim sogenannten „systemmäßigen Adel“ der Fall.
Das Rangzeichen eines Edlen war ein Kronreif mit fünf Perlen. Als Anrede wurde „Euer Hochwohlgeboren“ benutzt.

## Beispiele
- Baravalle Edler von Brackenburg
- Edler von Emperger
- Edler von Friesack
- Hofer Edler von Passeyr
- Hofmann Edler von Hofmannsthal
- Hohmann Edler von Hohenthal
- Körner Edler von Siegringen
- Edler von Kuffner
- Edler von Musil
- Nimbsch Edler von Strehlenau
- Edler von Neureiter
- Scholz Edler von Rarancze
- Edler von Schuch
- Steiner Edler von Steinstätten
- Edler von Walck
- Weber Edler von Webenau
- Edle von Weling
- Christian Heinrich Philipp Edler von Westphalen
- Brandner Edler von Wolfszahn
- Edler von Wohlleben

Die Träger des Namens Gans Edler Herr zu Putlitz gehören nicht in diese Liste, da dieses Geschlecht bis in die Mitte des 13. Jahrhunderts als einzige Prignitzer Familie zum Herrenstand gehörte und in Verträgen und Beschlüssen fürstlichen und gräflichen Ständen gleichgestellt war.
Der Rang des Titels Edler Herr (Edle Herrin, Edles Fräulein) zwischen Graf und Freiherr wird an den Beispielen deutlich: Graf und Edler Herr zur Lippe; Edler Herr und Freiherr von Plotho.